# Vlag van de Ionische Eilanden

Vlag van de Republiek van de Zeven Eilanden

Vlag van de Verenigde Staten van de Ionische Eilanden, 1817-1864

Er is geen officiële vlag van de Ionische Eilanden, maar tussen 1800 en 1807 en tussen 1817 en 1864 hadden de Ionische Eilanden wel een eigen vlag.

## Venetiaanse periode
Voor de napoleontische oorlogen waren de Ionische Eilanden een onderdeel van de republiek Venetië. Toen de Venetiaanse republiek in 1797 met de Vrede van Campo Formio werd opgeheven kwamen de eilanden aan Frankrijk. In de Venetiaanse periode werd een witte vlag gebruikt met de Leeuw van Sint-Marcus, die van de vlag van de Republiek Venetië afkomstig is. Elk eiland gebruikte een eigen versie, met een kruis en de eigen patroonheilige in het kanton.

## Republiek van de Zeven Eilanden
Tussen 1798 en 1799 werden de Fransen verdreven door een verenigde Russisch-Turkse alliantie. De veroveraars stichtten de Republiek van de Zeven Eilanden die van 1800 tot 1807 zou bestaan en de eerste Griekse staat na de Val van Constantinopel zou zijn. De Republiek van de Zeven Eilanden gebruikte een blauwe vlag met daarop de Ventiaanse Leeuw van Sint-Marcus. De leeuw draagt zeven lansen als verwijzing naar de zeven eilanden.

## Verenigde Staten van de Ionische Eilanden
De eilanden werden wederom geannexeerd door de Fransen en gingen deel uitmaken van de Illyrische provincies. In 1809 versloeg Groot-Brittannië de Franse vloot bij Zakynthos op 2 oktober en veroverde de meeste van de Ionische Eilanden. Het Congres van Wenen besloot de eilanden onder Britse protectie te plaatsen. In 1817 werd de nieuwe grondwet voor de Eilanden geratificeerd. Hierdoor werden de Eilanden een bondsstaat van zeven eilanden, de Verenigde Staten van de Ionische Eilanden. Dat jaar werd een nieuwe vlag ingevoerd, een rood omrand blauw Brits vaandel, met in het uiteinde de Leeuw van Sint-Marcus.
Op 28 mei 1864 werden de eilanden aan Griekenland overgedragen. Sindsdien hebben de Ionische Eilanden geen eigen vlag meer gehad.